# Besourenga amarillai
Besourenga amarillai är en skalbaggsart som beskrevs av Aguilar-julio 2001. Besourenga amarillai ingår i släktet Besourenga och familjen bladhorningar. Inga underarter finns listade.